# Щербань, Афанасий Михайлович
Афана́сий Миха́йлович Щерба́нь (укр. Панас Михайлович Щербань; (1 [14] января 1916, Новаки, Полтавская губерния — 26 мая 1980, Новаки, Полтавская область) — участник Великой Отечественной войны, гвардии капитан, Герой Советского Союза. После войны был избран председателем сельского Совета, заместителем председателя колхоза.

## Биография
Афанасий Щербань родился 1 (14) января 1916 года в крестьянской семье в селе Новаки Тарандинцовской волости Лубенского уезда Полтавской губернии, ныне село — административный центр Новаковского сельского совета Лубенского района Полтавской области. По национальности украинец.
Окончил 8 классов, школу фабрично-заводского ученичества. Работал токарем на Лубенском станкостроительном заводе «Коммунар».
В 1937 году был призван Лубенским РВК в ряды Рабоче-крестьянской Красной Армии. На фронтах Великой Отечественной войны с июля 1941 года. Получил тяжелые ранения 25 июля 1941 года и 4 ноября 1944 года, был легко ранен 12 сентября 1942 года и 1 июня 1944 года.
В 1942 году окончил Сталинградское военное танковое училище.
С 1943 года член ВКП(б), в 1952 году партия переименована в КПСС.
Командир 2-го танкового батальона 46-й гвардейской танковой бригады (в составе 9-го гвардейского механизированного корпуса, 6-й гвардейской танковой армии, 2-го Украинского фронта) гвардии старший лейтенант Щербань отличился в бою за город Ваньяри (Венгрия) 6 декабря 1944 года. Танкисты, разгромив вражеский гарнизон, захватили 18 орудий и 150 автомашин. В бою за населённый пункт Томпа 22—23 декабря батальон отбил 4 контратаки противника, подбил 13 танков и ликвидировал угрозу тыловым коммуникациям армии.
Звание Героя Советского Союза присвоено 28 апреля 1945 года.
С 1947 года капитан Щербань в запасе.
Вернувшись на родину, работал в колхозе «Заря», был избран председателем сельского Совета, заместителем председателя колхоза. С 1960 года на пенсии.
Афанасий Михайлович Щербань умер 26 мая 1980 года, похоронен на кладбище села Новаки Лубенского района Полтавской области.

## Награды
- Герой Советского Союза, 28 апреля 1945 года[1][2][3]
  - Медаль «Золотая Звезда» № 6394
  - Орден Ленина
- Орден Красного Знамени, 30 апреля 1945 года[4]
- Орден Александра Невского, 7 сентября 1944 года[5]
- Орден Отечественной Войны 1-й степени, 20 июля 1944 года[6]
- Орден Красной Звезды, 14 июля 1943 года[7]
- медали.

## Память
- Новаковская средняя общеобразовательная школа І—ІІІ ступеней носит имя Героя с 15 ноября 1988 года[8]
- Портрет на Памятном знаке Героям Советского Союза в Лубнах.